# Charlie Wayman
Charles Wayman, noto come Charlie Wayman (Bishop Auckland, 16 maggio 1922 – 26 febbraio 2006), è stato un calciatore inglese, di ruolo attaccante.

## Carriera
Fu capocannoniere della First Division inglese nella stagione 1952-1953.

## Palmarès

### Club

#### Competizioni nazionali
- Second Division: 1

Preston North End: 1950-1951

### Individuale
- Capocannoniere della seconda divisione inglese: 2

1946-1947 (30 reti), 1948-1949 (32 reti)